# Église Notre-Dame de Tramoyes
Pour les articles homonymes, voir Église de la Sainte-Vierge et Église Notre-Dame.
L'église Notre-Dame de Tramoyes ou église de la Sainte-Vierge de Tramoyes est une église du XIIe siècle, remaniée à de multiples occasions et totalement reconstruite entre 1879 et 1883. L'édifice est situé à Tramoyes, dans l’Ain. Il est dédié à la Sainte Vierge. Elle a été reconstruite par l'architecte Jean-Marie-Émile Thoubillon de 1879 à 1883.

## Historique
La chapelle située précédemment, à l'emplacement de l'église semble mentionnée dès 1250. L'église est totalement reconstruite de 1879 à 1883, par l'architecte lyonnais Jean-Marie-Émile Thoubillon.

## Description
L'église (en forme de croix latine inclut une nef et un transept principal. 
Depuis début 2012, l'église est desservie par l'arrêt Tramoyes Église de la ligne 1 de Colibri.

## Patrimoine mobilier
Des éléments de mobilier font l'objet de notices à l'inventaire général du patrimoine culturel, entre autres :
- un ciboire de la seconde moitié du XIXe siècle, réalisé par la maison Favier de Lyon[3] ;

- un ensemble de treize vitraux réalisé par le maître-verrier lyonnais Augustin Thiéry[4] ;

- un ensemble de deux cloches, réalisé par le fondeur de cloches Burdin, vers 1760[5] ;

- un ensemble de trois statues : Vierge à l'Enfant, Sainte Philomène et Sainte Agathe ; celles-ci furent sculptées vers 1870 par Jean-Baptiste Cony[6] ;

- un tableau du XIXe siècle (auteur inconnu) de La Vierge aux raisins (copie de la toile de Nicolas Mignard)[7] ;
- sur le parvis, (vers l'angle Nord-Ouest[1]) se trouve une statue de la Vierge, haute de 1,80 mètre[1] et de 3,30 mètres[8], socle compris. Elle fut installée en 1920[1]. Cette statue fait l'objet d'une notice à l'inventaire général du patrimoine culturel[8].

Une des deux cloches citées précédemment, est protégée ; elle a l'inscription suivante « 1760 / AVE MARIA GRATIA PLENA / PARREIN MR DAVID DAUDE MARAINE MME MARIE CAROLINE DE PERRON COMTESSE DE / VINCENT MARGNOLAS / PAGANUS FECIT ».

## Lienes externes
- Ressources relatives à la religion :   - Clochers de France
  - Observatoire du patrimoine religieux